# 30. ceremonia wręczenia Independent Spirit Awards
30. ceremonia wręczenia Independent Spirit Awards za rok 2014, odbyła się 21 lutego 2015. 
Nominacje do nagród zostały ogłoszone 25 listopada 2014 roku przez prezydenta Fundacji Film Independent Josha Welsha oraz aktorów Rosario Dawson i Diego Lunę.

## Laureaci i nominowani
Laureaci nagród wyróżnieni są wytłuszczeniem

### Najlepszy film niezależny
- Alejandro González Iñárritu, John Lesher, Arnon Milchan i James W. Skotchdopole − Birdman
  - Richard Linklater, Jonathan Sehring, John Sloss i Cathleen Sutherland − Boyhood
  - Lucas Joaquin, Lars Knudsen, Ira Sachs, Jayne Baron Sherman i Jay Van Hoy − Miłość jest zagadką
  - Christian Colson, Dede Gardner, Jeremy Kleiner i Oprah Winfrey − Selma
  - Jason Blum, Helen Estabrook, David Lancaster i Michel Litvak − Whiplash

### Najlepszy film zagraniczny
- Ida, reż. Paweł Pawlikowski
  -  Turysta, reż. Ruben Östlund
  -  Lewiatan, reż. Andriej Zwiagincew
  -  Mama, reż. Xavier Dolan
  -  Norte, koniec historii, reż. Lav Diaz
  -  Pod skórą, reż. Jonathan Glazer

### Najlepszy reżyser
- Richard Linklater − Boyhood
  - Damien Chazelle − Whiplash
  - Ava DuVernay − Selma
  - Alejandro González Iñárritu − Birdman
  - David Zellner − Kumiko

### Najlepszy scenariusz
- Dan Gilroy − Wolny strzelec
  - Scott Alexander i Larry Karaszewski − Wielkie oczy
  - J.C. Chandor − Rok przemocy
  - Jim Jarmusch − Tylko kochankowie przeżyją
  - Ira Sachs i Mauricio Zacharias − Miłość jest zagadką

### Najlepsza główna rola żeńska
- Julianne Moore − Still Alice
  - Marion Cotillard − Imigrantka
  - Rinko Kikuchi − Kumiko
  - Jenny Slate − Obvious Child
  - Tilda Swinton − Tylko kochankowie przeżyją

### Najlepsza główna rola męska
- Michael Keaton − Birdman
  - André Benjamin − Jimi Hendrix: Tak tworzy się geniusz
  - Jake Gyllenhaal − Wolny strzelec
  - John Lithgow − Miłość jest zagadką
  - David Oyelowo − Selma

### Najlepsza drugoplanowa rola żeńska
- Patricia Arquette − Boyhood
  - Jessica Chastain − Rok przemocy
  - Carmen Ejogo − Selma
  - Andrea Suarez Paz − Proszę odsunąć się od drzwi
  - Emma Stone − Birdman

### Najlepsza drugoplanowa rola męska
- J.K. Simmons − Whiplash
  - Riz Ahmed − Wolny strzelec
  - Ethan Hawke − Boyhood
  - Alfred Molina − Miłość jest zagadką
  - Edward Norton − Birdman

### Najlepszy debiut
(Nagroda dla reżysera i producenta)

Reżyser / Producent − Tytuł filmu
- Dan Gilroy / Jennifer Fox, Tony Gilroy, Jake Gyllenhaal, David Lancaster i Michel Litvak − Wolny strzelec
  - Ana Lily Amirpour / Justin Begnaud i Sina Sayyah − O dziewczynie, która wraca nocą sama do domu
  - Justin Simien / Effie T. Brown, Ann Le, Julia Lebedev, Angel Lopez, Lena Waithe i Justin Simien − Drodzy biali ludzie
  - Gillian Robespierre / Elisabeth Holm − Obvious Child
  - Anja Marquardt / Mollye Asher, Kiara C. Jones i Anja Marquardt − She's Lost Control

### Najlepszy debiutancki scenariusz
- Justin Simien − Drodzy biali ludzie
  - Desiree Akhavan − Odpowiednie zachowanie
  - Sara Colangelo − Little Accidents
  - Justin Lader − Czworo do pary
  - Anja Marquardt − She's Lost Control

### Najlepsze zdjęcia
- Emmanuel Lubezki − Birdman
  - Darius Khondji − Imigrantka
  - Sean Porter − Prawie jak miłość
  - Lyle Vincent − O dziewczynie, która wraca nocą sama do domu
  - Bradford Young − Selma

### Najlepszy montaż
- Tom Cross − Whiplash
  - Sandra Adair − Boyhood
  - John Gilroy − Wolny strzelec
  - Ron Patane − Rok przemocy
  - Adam Wingard − Gość

### Najlepszy dokument
(Nagroda dla reżysera i producenta)

Reżyser / Producent − Tytuł filmu
- Laura Poitras / Laura Poitras, Mathilde Bonnefoy i Dirk Wilutzky − Citizenfour
  - Iain Forsyth i Jane Pollard / Dan Bowen i James Wilson − 20 000 dni na Ziemi
  - Debra Granik / Anne Rosellini − Przybłęda
  - Juliano Ribeiro Salgado i Wim Wenders / David Rosier − Sól ziemi
  - Orlando Von Einsiedel / Orlando Von Einsiedel i Joanna Natasegara − Virunga

### Nagroda Johna Cassavetesa
(przyznawana filmowi zrealizowanemu za mniej niż pięćset tysięcy dolarów)

Reżyser / Scenarzysta / Producent − Tytuł filmu
- Aaron Katz i Martha Stephens / Christina Jennings, Mynette Louie i Sara Murphy − Zejście na ląd
  - Jeremy Saulnier / Richard Peete, Vincent Savino i Anish Savjani − Blue Ruin
  - Eliza Hittman / Shrihari Sathe i Laura Wagner − Prawie jak miłość
  - Dave Boyle / Joel Clark i Michael Lerman / Ko Mori − Człowiek z Reno
  - Chris Mason Johnson / Chris Martin − Test na życie

### Nagroda Roberta Altmana
(dla reżysera, reżysera castingu i zespołu aktorskiego)
- Wada ukryta

Reżyser: Paul Thomas Anderson
Reżyser castingu: Cassandra Kulukundis
Obsada: Josh Brolin, Hong Chau, Martin Donovan, Jena Malone, Joanna Newsom, Joaquin Phoenix, Sasha Pieterse, Eric Roberts, Maya Rudolph, Martin Short, Serena Scott Thomas, Benicio del Toro, Katherine Waterston, Michael Kenneth Williams, Owen Wilson i Reese Witherspoon

### Nagroda producentów „Piaget”
(18. rozdanie nagrody producentów dla wschodzących producentów, którzy, pomimo bardzo ograniczonych zasobów, wykazali kreatywność, wytrwałość i wizję niezbędną do produkcji niezależnych filmów wysokiej jakości.
Nagroda obejmuje 25,000 dolarów ufundowanych przez sponsora Piaget)
- Chris Ohlson
  - Chad Burris
  - Elisabeth Holm

### Nagroda „Ktoś do pilnowania”
(21. rozdanie nagrody „Ktoś do pilnowania”; nagroda przyznana zostaje utalentowanemu reżyserowi z wizją, który nie otrzymał jeszcze odpowiedniego uznania. Nagroda obejmuje 25.000 dolarów)

(Reżyser − Film)
- Rania Attieh i Daniel Garcia − H.
  - Ana Lily Amirpour − O dziewczynie, która wraca nocą sama do domu
  - Chris Eska − The Retrieval

### Nagroda „Prawdziwsze od fikcji”
(20. rozdanie nagrody „Prawdziwsze od fikji”; nagroda przyznana została wschodzącemu reżyserowi filmu non-fiction, który jeszcze nie otrzymał uznania. Nagroda obejmuje 25.000 dolarów)

(Reżyser − Film)
- Dan Krauss − Oddział zabójców
  - Amanda Rose Wilder − Approaching the Elephant
  - Darius Clark Monroe − Jak zostać przestępcą
  - Sara Dosa − The Last Season

### Specjalne wyróżnienie
- Foxcatcher

Reżyser: Bennett Miller
Producenci: Anthony Bregman, Megan Ellison, Jon Kilik
Scanarzyści: E. Max Frye, Dan Futterman
Aktorzy: Steve Carell, Mark Ruffalo, Channing Tatum